# Gare de Waterloo (Belgique)
Pour les articles homonymes, voir Gare de Waterloo et Waterloo (homonymie).
La gare de Waterloo est une gare ferroviaire belge de la ligne 124, de Bruxelles-Midi à Charleroi-Central, située sur le territoire de la commune de Waterloo dans la province du Brabant wallon en Région wallonne.
Elle est mise en service en 1874 par l’Administration des Chemins de fer de l’État belge.
C'est une gare de la Société nationale des chemins de fer belges (SNCB), desservie par des trains Suburbains (S) et d'Heure de pointe (P).
Le bâtiment original est détruit fin janvier 2021 pour être remplacé par un nouveau, plus moderne.

## Situation ferroviaire
Établie à 123 mètres d'altitude, la gare de Waterloo est située au point kilométrique (PK) 15,161 de la ligne 124, de Bruxelles-Midi à Charleroi-Central, entre les gares de De Hoek et de Braine-l'Alleud.

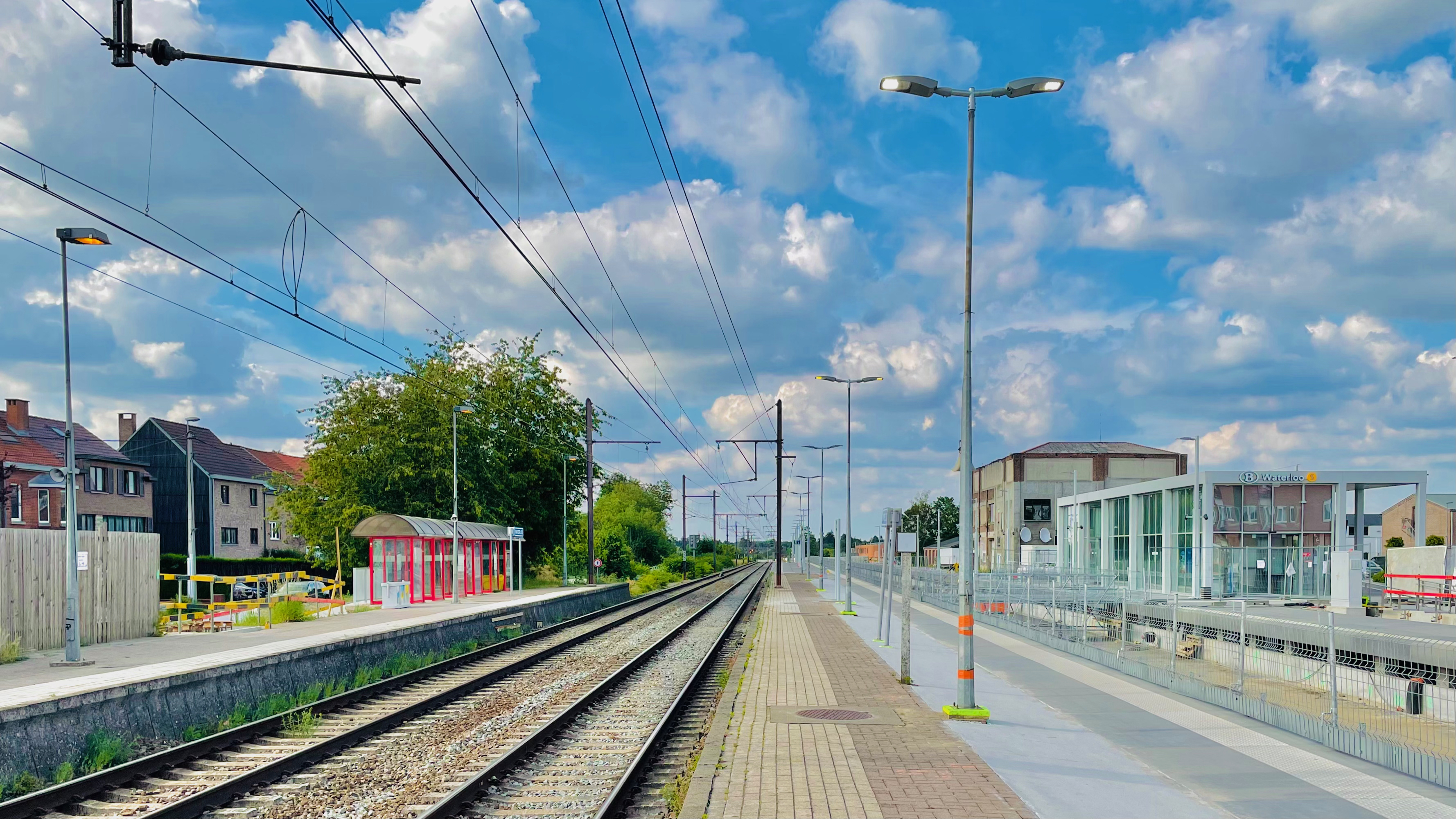
Intérieur de la gare, en 2022.

## Histoire
La « station de Waterloo » est mise en service le 1er février 1874 par l'administration des chemins de fer de l'État belge lorsqu'elle ouvre à l'exploitation le tronçon de Rhode-Saint-Genèse à Waterloo de la ligne de Bruxelles-Midi à Luttre raccourcissant le trajet en direction de Charleroi.
De juillet à décembre 2013, le bâtiment des voyageurs, l'auvent de la voie 2, l'abri à vélo, le passage sous voies et les accès aux quais ont été complètement repeints.
L'ancien bâtiment est détruit lors du week-end du 30 et 31 janvier 2021, car il se trouvait sur le chemin des futures voies supplémentaires du RER. Le nouveau bâtiment de la gare de Waterloo, mis en service le jour-même, se situe une dizaine de mètres au nord. En avril 2021, c'est au tour du passage sous voie d'être remplacé par un tout nouveau, lui aussi décalé par rapport à l'ancien, pour se retrouver en face du nouveau bâtiment.

Ancienne gare de Waterloo
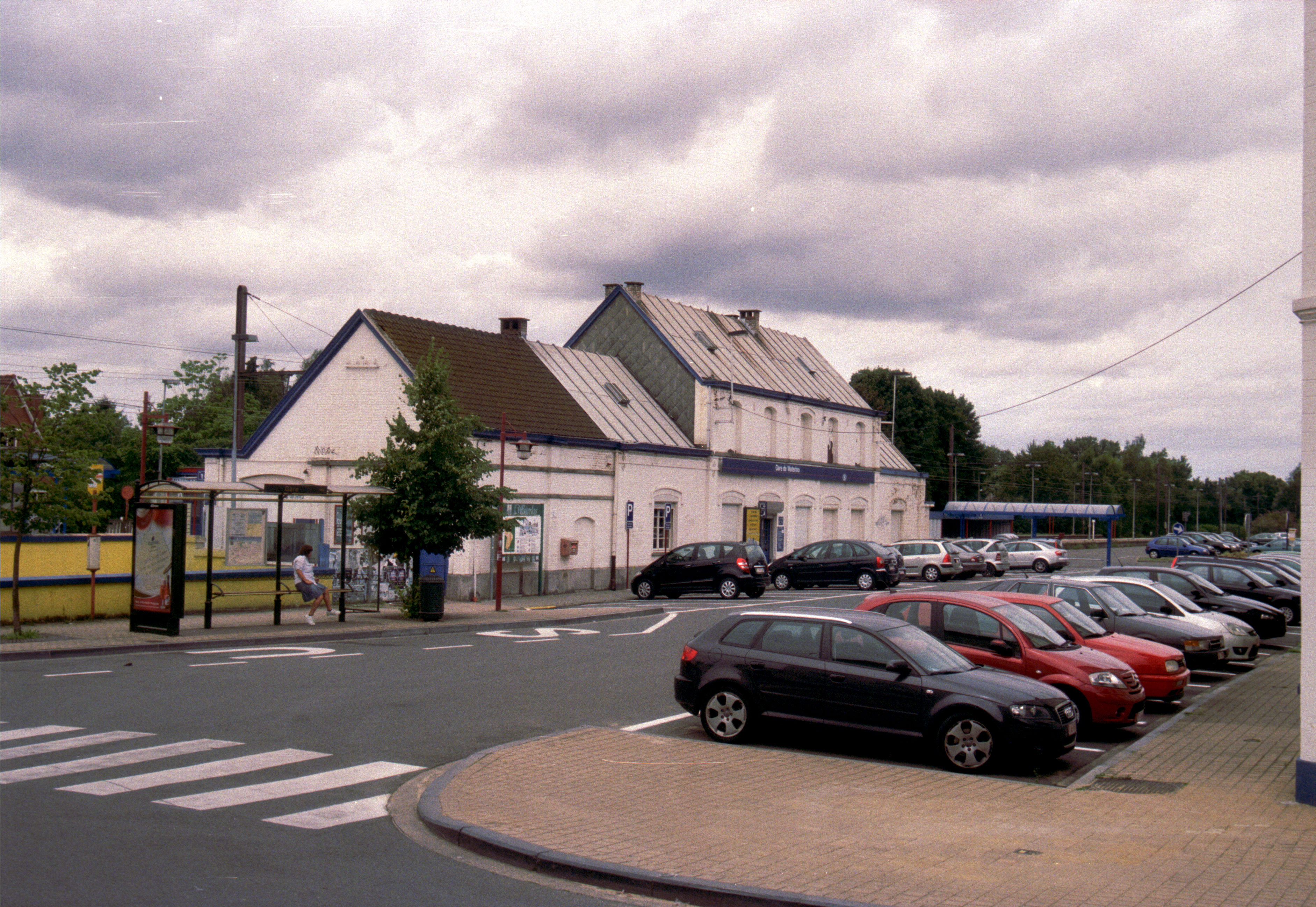
Bâtiment d'origine et parking (2008).
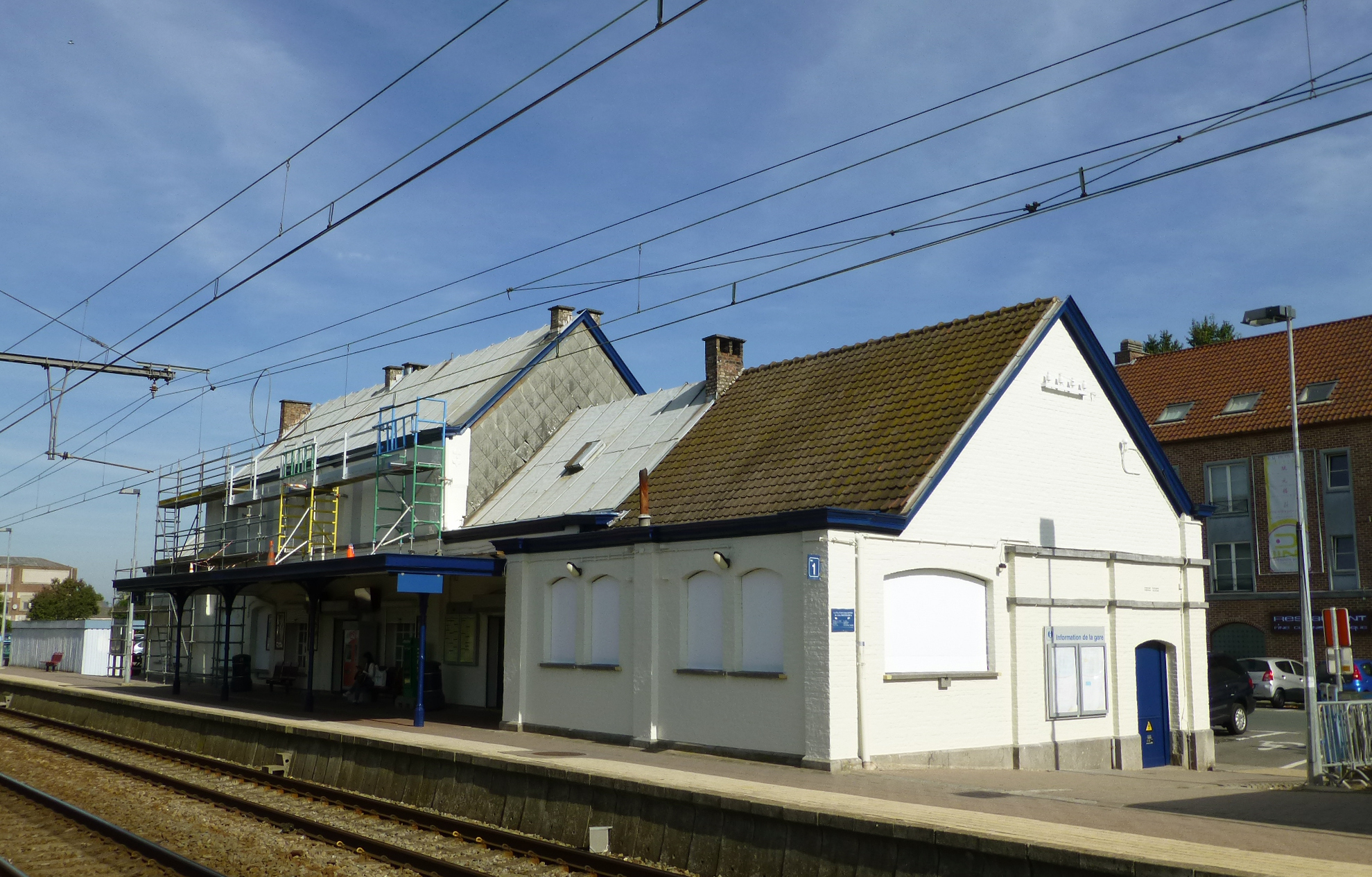
Côté quais (2013).
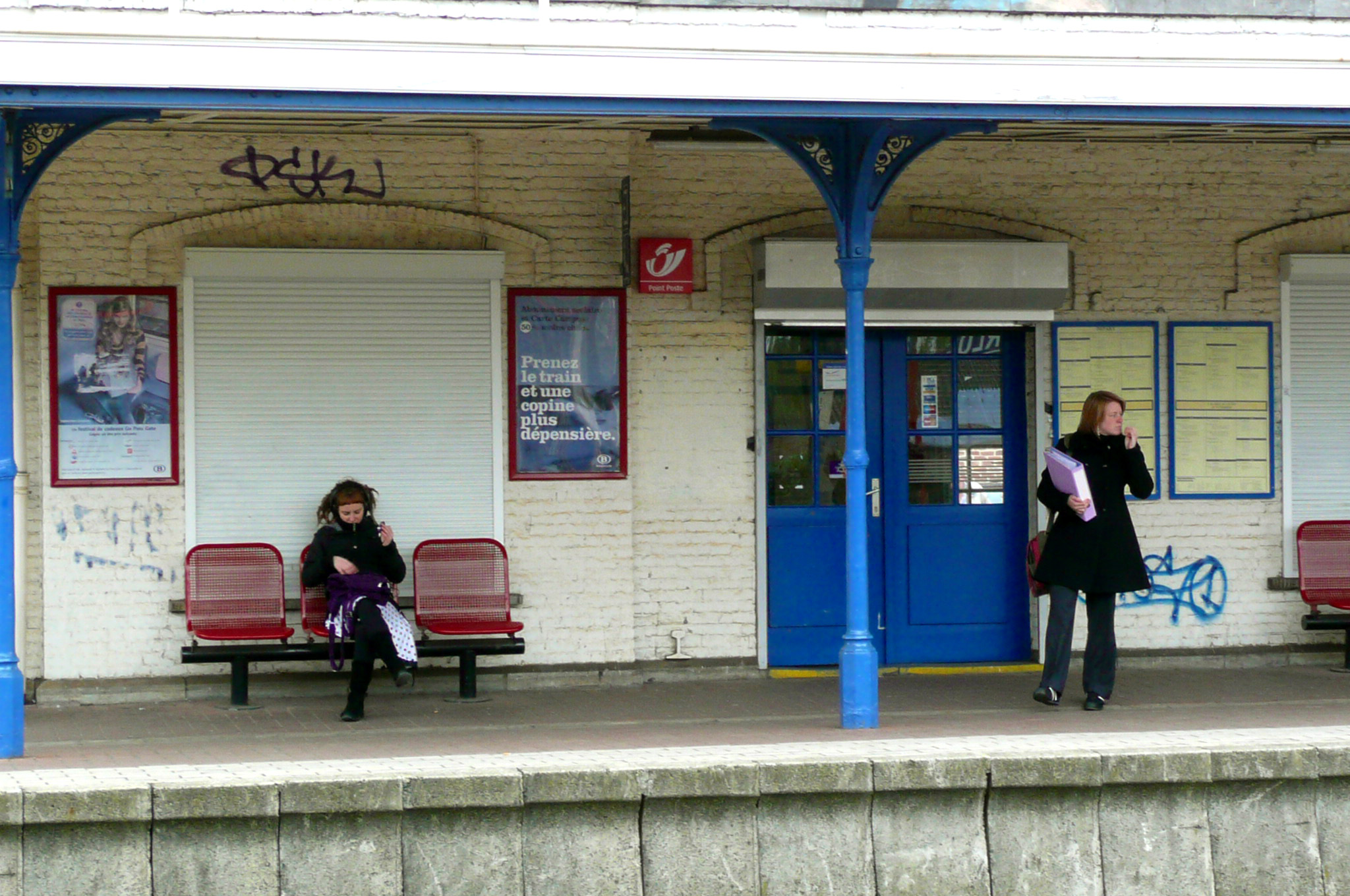
Marquise de quai et bureau de poste.

## Service des voyageurs

### Accueil
Gare SNCB, elle dispose d'un bâtiment voyageurs ouvert tous les jours. Elle est équipée d'un automate pour l'achat de titres de transport, sur le quai 1. Des équipements, aménagements et services sont à la disposition des personnes à la mobilité réduite.

### Desserte

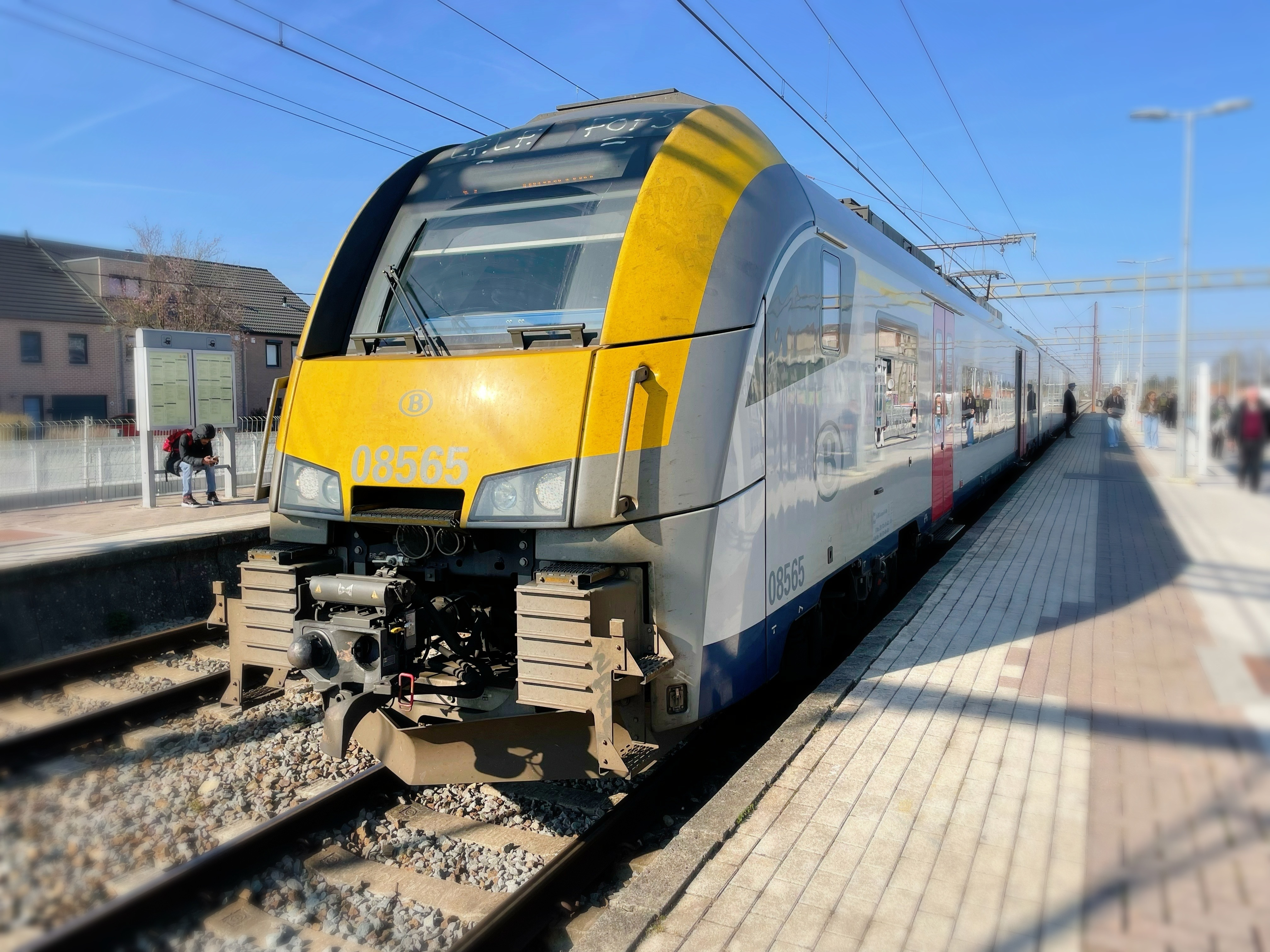
Train de la ligne S1, en gare.

Waterloo est desservie par des trains Suburbains (S) et d'Heure de pointe (P) de la SNCB. C'est une gare des lignes S1, S9 et S19 du RER bruxellois.

#### En semaine
En semaine, la desserte comprend trois trains par heure :
- S1 entre Nivelles et Anvers-Central : deux par heure ;
- S19 entre Charleroi-Central et Brussels-Airport-Zaventem : un par heure ;

Le matin s'ajouten un unique train P le matin partant de Jemeppe-sur-Sambre, avec Schaerbeek pour terminus.

#### Le week-end et jours fériés
Durant les week-ends et jours fériés, la desserte est moins étoffée et comporte :
- des trains S19 entre Nivelles et Louvain : un par heure ;
  - le samedi : deux trains S1 par heure entre Nivelles et Anvers-Central ;
  - le dimanche : un train S1 par heure entre Nivelles et Bruxelles-Nord.

### Intermodalité
Un parc pour les vélos et un parking pour les véhicules y sont aménagés.

Installations de la gare
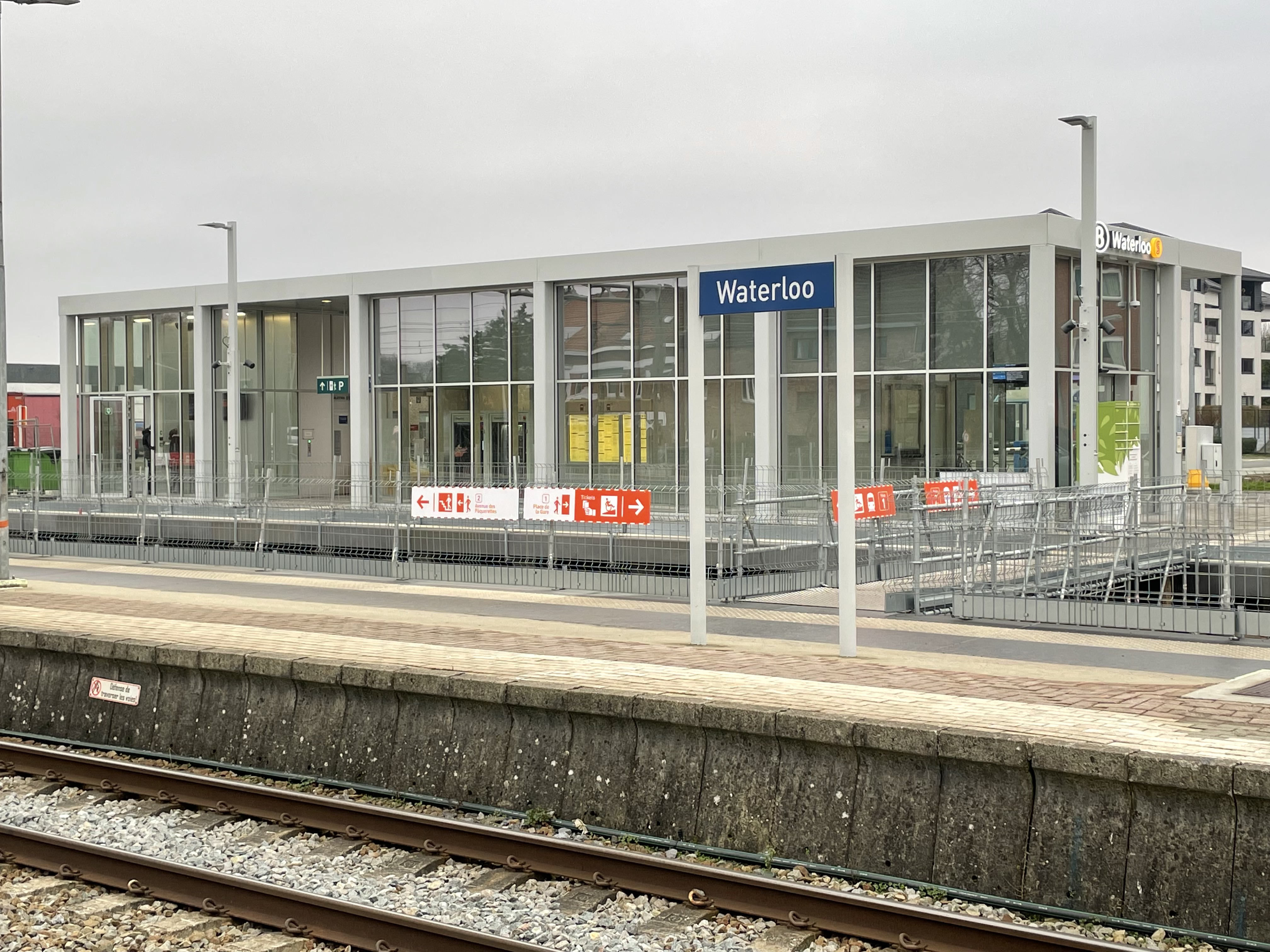
Bâtiment vu des quais, en 2022.
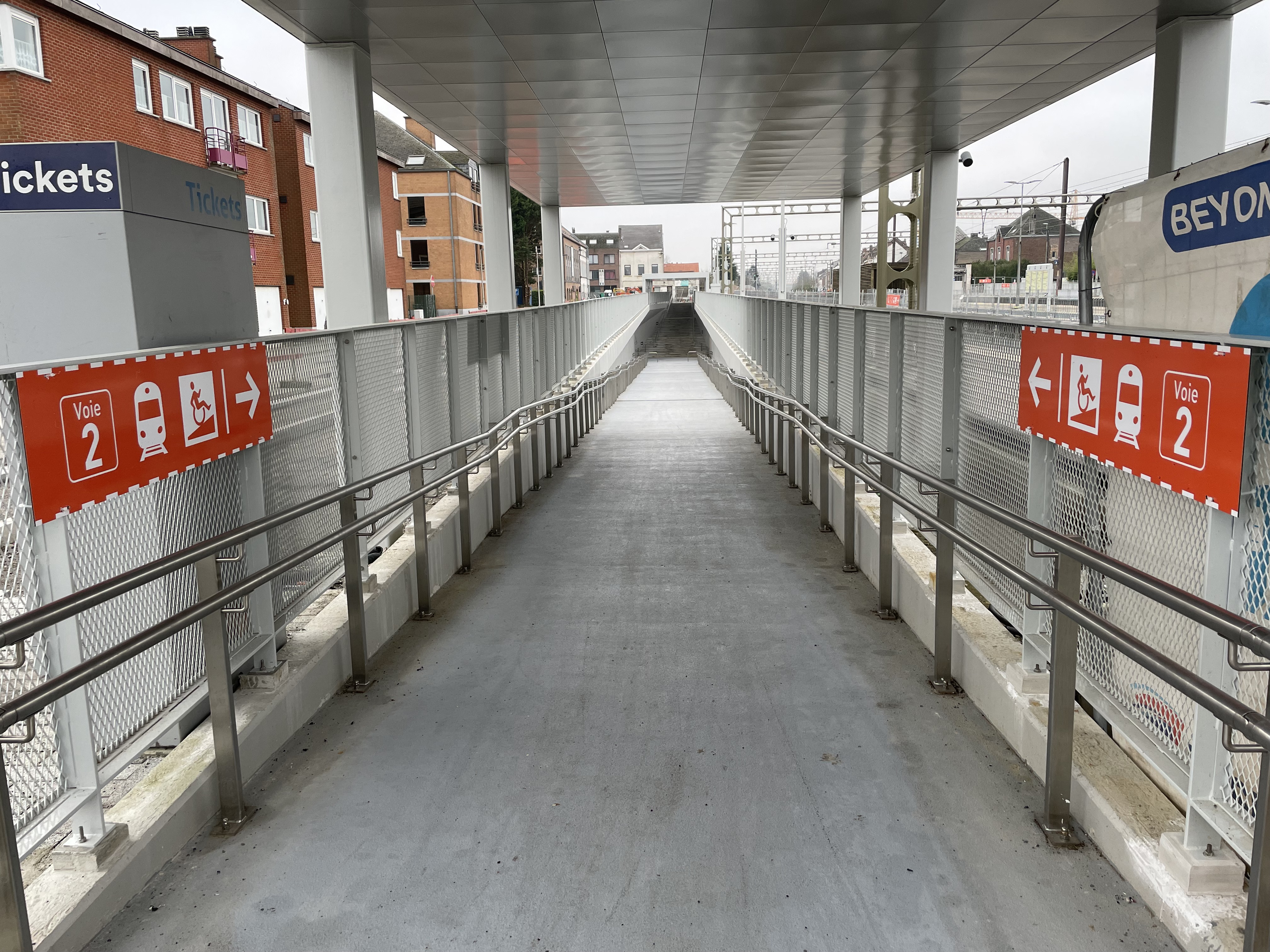
Nouveau couloir d'accès aux usagers à pieds et à vélos, en 2022.
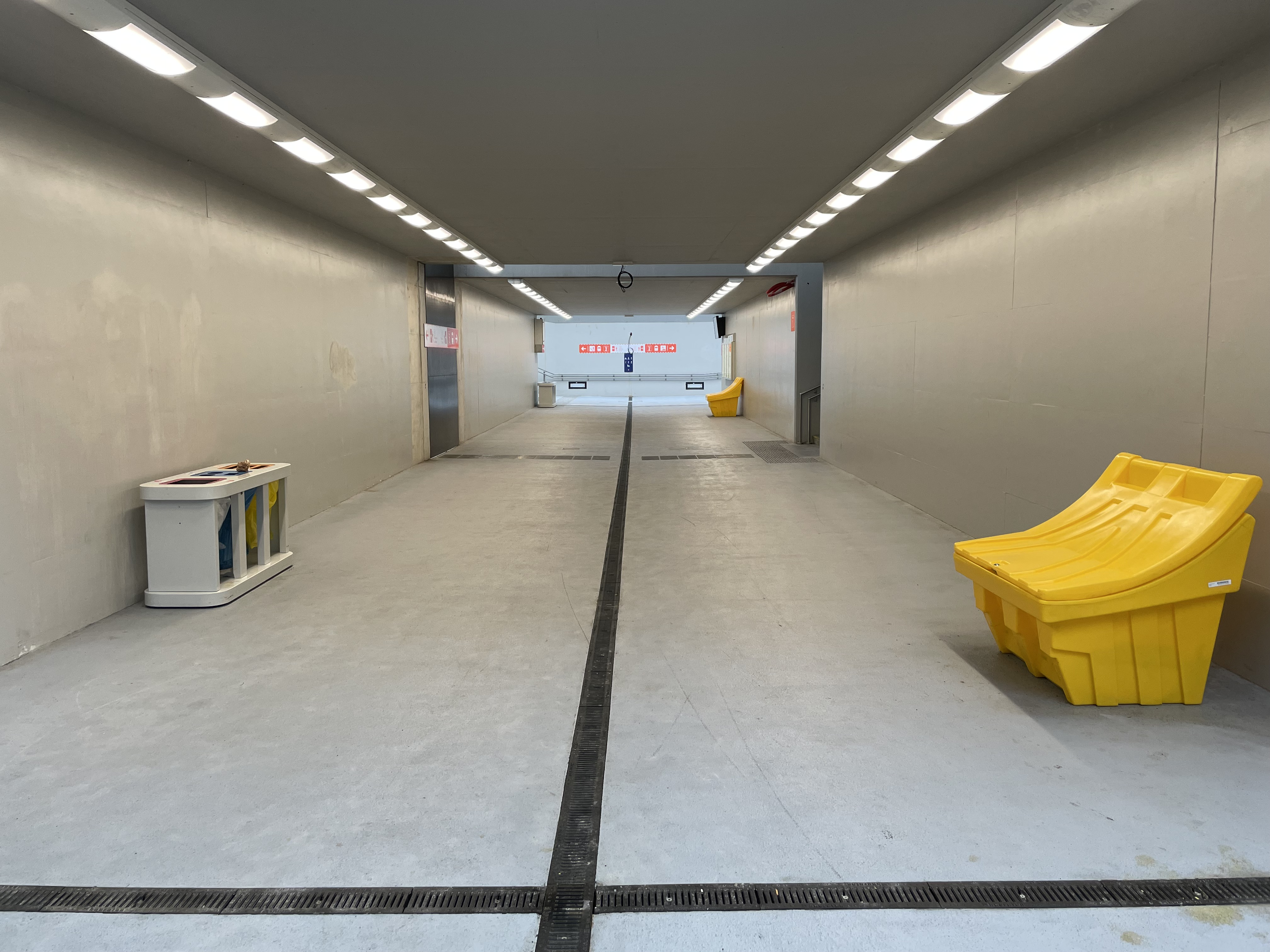
Nouveau couloir sous voie, en 2022.
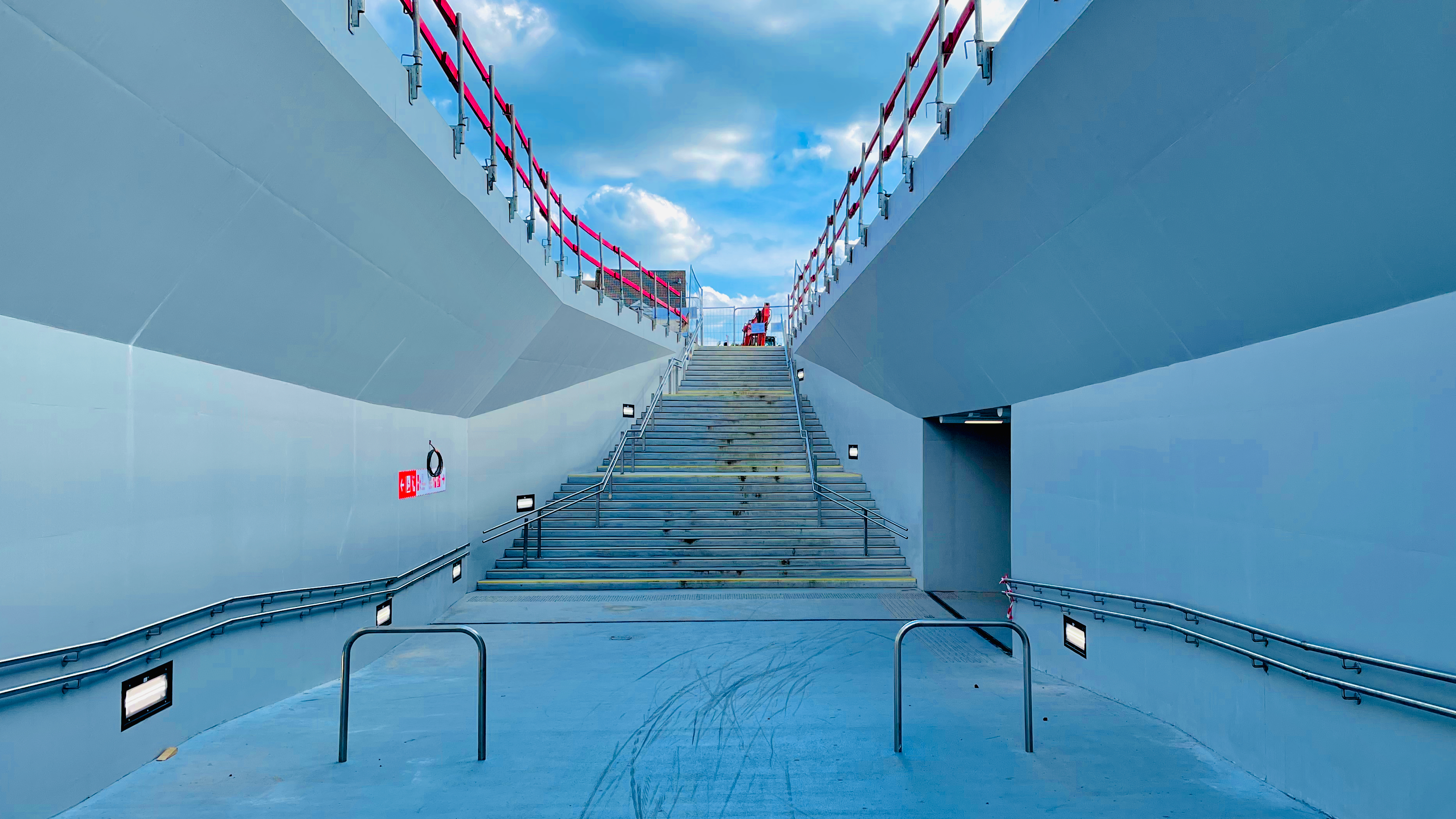
Escalier et rampe d'accès.

## Travaux RER Bruxellois

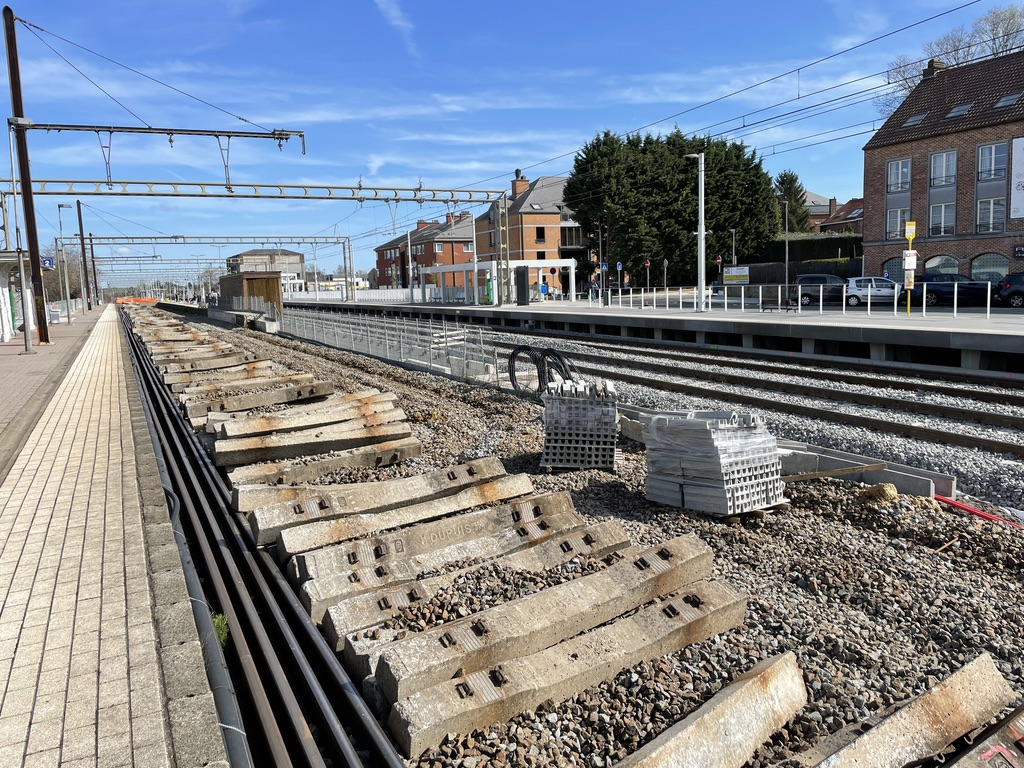
Localisation des anciennes voies 1 et 2, actuellement démolies pour être rénovées, dans le cadre des travaux pour le RER.

Dans le cadre du futur Réseau express régional bruxellois, d'importants travaux ont débuté en avril 2007 entre la gare de Waterloo et Braine-l'Alleud pour pouvoir, par la suite, poser 2 voies supplémentaires. Il est prévu de construire un nouveau bâtiment voyageurs sous les voies à Waterloo, et de détruire l'ancien. La création de 2 parkings supplémentaires (soit un total de 359 places supplémentaires) aux abords de la gare, et la création de nouveaux quais aisément accessibles et légèrement déplacés vers Bruxelles, est également projetée .
En 2021 le bâtiment de la gare et le passage sous-voies sont détruits et remplacés par des infrastructures modernes quelques mètres plus loin.
Durant les vacances de Pâques 2023, le trafic est interrompu pendant 10 jours. Cela a notamment servi à poser les rails pour les voies 3 et 4. Désormais, les trains circuleront sur ces deux nouvelles voies, et les passagers monteront à bord par les quais 2 et 3. Cela permettra la rénovation du quais 1 et des voies 1 et 2.

## Comptage voyageurs
Ce graphique et tableau montre le nombre de voyageurs embarquant en moyenne durant la semaine, le samedi et le dimanche.
| Nombre de passagers qui embarquent à la gare de Waterloo | Nombre de passagers qui embarquent à la gare de Waterloo | Nombre de passagers qui embarquent à la gare de Waterloo | Nombre de passagers qui embarquent à la gare de Waterloo |
|                                                          | Semaine                                                  | Samedi                                                   | Dimanche                                                 |
| -------------------------------------------------------- | -------------------------------------------------------- | -------------------------------------------------------- | -------------------------------------------------------- |
| 1977                                                     | 1 904                                                    | 498                                                      | 304                                                      |
| 1978                                                     | 1 987                                                    | 735                                                      | 313                                                      |
| 1979                                                     | 1 951                                                    | 506                                                      | 381                                                      |
| 1980                                                     | 1 902                                                    | 491                                                      | 384                                                      |
| 1981                                                     | 2 017                                                    | 537                                                      | 317                                                      |
| 1982                                                     | 1 833                                                    | 463                                                      | 317                                                      |
| 1983                                                     | 1 768                                                    | 474                                                      | 258                                                      |
| 1984                                                     | 1 483                                                    | 453                                                      | 354                                                      |
| 1985                                                     | 1 553                                                    | 376                                                      | 382                                                      |
| 1986                                                     | 1 478                                                    | 377                                                      | 297                                                      |
| 1987                                                     | 1 646                                                    | 456                                                      | 368                                                      |
| 1988                                                     | 1 587                                                    | 395                                                      | 388                                                      |
| 1989                                                     | 1 676                                                    | 425                                                      | 373                                                      |
| 1990                                                     | 1 771                                                    | 449                                                      | 302                                                      |
| 1991                                                     | 1 949                                                    | 554                                                      | 405                                                      |
| 1992                                                     | 2 029                                                    | 537                                                      | 483                                                      |
| 1993                                                     | 2 084                                                    | 547                                                      | 507                                                      |
| 1994                                                     | 1 528                                                    | 225                                                      | -                                                        |
| 1995                                                     | 2 221                                                    | 295                                                      | 292                                                      |
| 1996                                                     | 2 177                                                    | 401                                                      | 220                                                      |
| 1997                                                     | 1 743                                                    | 427                                                      | 263                                                      |
| 1998                                                     | 1 758                                                    | 374                                                      | 243                                                      |
| 1999                                                     | 1 609                                                    | 440                                                      | 238                                                      |
| 2000                                                     | 1 900                                                    | 612                                                      | 322                                                      |
| 2001                                                     | 1 812                                                    | 495                                                      | 281                                                      |
| 2002                                                     | 1 680                                                    | 416                                                      | 293                                                      |
| 2003                                                     | 1 836                                                    | 471                                                      | 328                                                      |
| 2004                                                     | 1 775                                                    | 584                                                      | 342                                                      |
| 2005                                                     | 1 964                                                    | 376                                                      | 269                                                      |
| 2006                                                     | 2 191                                                    | 477                                                      | 416                                                      |
| 2007                                                     | 2 023                                                    | 516                                                      | 348                                                      |
| 2008                                                     | -                                                        | -                                                        | -                                                        |
| 2009                                                     | 1 920                                                    | 435                                                      | 318                                                      |
| 2010                                                     | -                                                        | -                                                        | -                                                        |
| 2011                                                     | -                                                        | -                                                        | -                                                        |
| 2012                                                     | 1 801                                                    | 357                                                      | 271                                                      |
| 2013                                                     | 1 902                                                    | 398                                                      | 439                                                      |
| 2014                                                     | 1 965                                                    | 487                                                      | 463                                                      |
| 2015                                                     | 1 891                                                    | 390                                                      | 442                                                      |
| 2016                                                     | 1 812                                                    | 476                                                      | 423                                                      |
| 2017                                                     | 2 155                                                    | 492                                                      | 456                                                      |
| 2018                                                     | 2 202                                                    | 686                                                      | 437                                                      |
| 2019                                                     | 2 212                                                    | 791                                                      | 516                                                      |
| 2020                                                     | 1 499                                                    | 640                                                      | 387                                                      |
| 2021                                                     | -                                                        | -                                                        | -                                                        |
| 2022                                                     | 2 381                                                    | 476                                                      | 306                                                      |
| 2023                                                     | 1 958                                                    | 576                                                      | 293                                                      |
| 2024                                                     | 2 276                                                    | 1 107                                                    | 756                                                      |